# Sami Chouchi
Sami Chouchi (Bruxelles, 22 marzo 1993) è un judoka belga.

## Palmares
- Europei

Tel Aviv 2018: argento negli 81kg.
- Campionati europei juniores

Sarajevo 2013: bronzo nei 73kg.